# Lista de ministros das Cidades de Portugal

Bandeira de ministro de Portugal.

Esta é uma lista de ministros das Cidades em Portugal, entre a criação do Ministério das Cidades, Ordenamento do Território e Ambiente a a 6 de abril de 2002 e a extinção do Ministério das Cidades, Administração Local, Habitação e Desenvolvimento Regional a 12 de março de 2005.
A lista cobre o atual período democrático (1974–atualidade).

## Designação
Entre 2002 e 2005, o cargo de ministro das Cidades teve as seguintes designações:
- Ministro das Cidades, Ordenamento do Território e Ambiente — designação usada entre 6 de abril de 2002 e 17 de julho de 2004;
- Ministro das Cidades, Administração Local, Habitação e Desenvolvimento Regional — designação usada entre 17 de julho de 2004 e 12 de março de 2005.

## Numeração
São contabilizados os períodos em que o ministro esteve no cargo ininterruptamente, não contando se este serve mais do que um mandato. Ministros que sirvam em períodos distintos são, obviamente, distinguidos numericamente.

## Lista
Legenda de cores
(para partidos políticos)
| Terceira República (1974–presente)       |                                                                                                   |         |                     |                     |         |                   |
| #                                        | Ministro das Cidades, Ordenamento do Território e Ambiente (Nascimento–Morte)                     | Retrato | Início do mandato   | Fim do mandato      | Governo | Governo           |
| Governos Constitucionais (1976-Presente) |                                                                                                   |         |                     |                     |         |                   |
| 1                                        | Isaltino Afonso de Morais (1949–)                                                                 |         | 6 de abril de 2002  | 5 de abril de 2003  |         | XV Durão Barroso  |
| 2                                        | Amílcar Augusto Contel Martins Theias (1946–)                                                     |         | 5 de abril de 2003  | 21 de maio de 2004  |         | XV Durão Barroso  |
| 3                                        | Arlindo Marques da Cunha (1950–)                                                                  |         | 21 de maio de 2004  | 17 de julho de 2004 |         | XV Durão Barroso  |
| #                                        | Ministro das Cidades, Administração Local Habitação e Desenvolvimento Regional (Nascimento–Morte) | Retrato | Início do mandato   | Fim do mandato      | Governo | Governo           |
| 4                                        | José Luís Fazenda Arnaut Duarte (1963–)                                                           |         | 17 de julho de 2004 | 12 de março de 2005 |         | XVI Santana Lopes |

### Lista de ministros das Cidades vivos
| Nome             | Mandato(s) | Idade              |
| ---------------- | ---------- | ------------------ |
| Isaltino Morais  | 2002–2003  | 75 anos e 83 dias  |
| Amílcar Theias   | 2003–2004  | 78 anos e 225 dias |
| Arlindo Cunha    | 2004       | 74 anos e 127 dias |
| José Luís Arnaut | 2004–2005  | 62 anos e 18 dias  |